# Громадянська війна в Таджикистані
Громадя́нська війна́ в Таджикиста́ні (тадж. Ҷанги шаҳрвандии Тоҷикистон, трансліт. Jangi shahrvandiyi Tojikiston, МФА: [ˈdʒaŋɡɪ ʃɐɦɾʋɐnˈdijɪ tʰɔdʒikʰɪsˈtʰɔn]; рос. Гражданская война в Таджикистане рос. вимова: [ɡrɐʐˈdanskəjə vɐjˈna f‿tədʐ(ː)ɨkʲɪˈstanʲe]) — збройний конфлікт в Таджикистані між прибічниками центральної влади та опозицією. Найбільші збройні сутички проходили з серпня 1992 року до липня 1993 року, коли країна була фактично розділена на дві ворожі частини. Після 1993 року конфлікт почав спадати, але окремі сутички проходили до 27 червня 1997 року.

## Передісторія

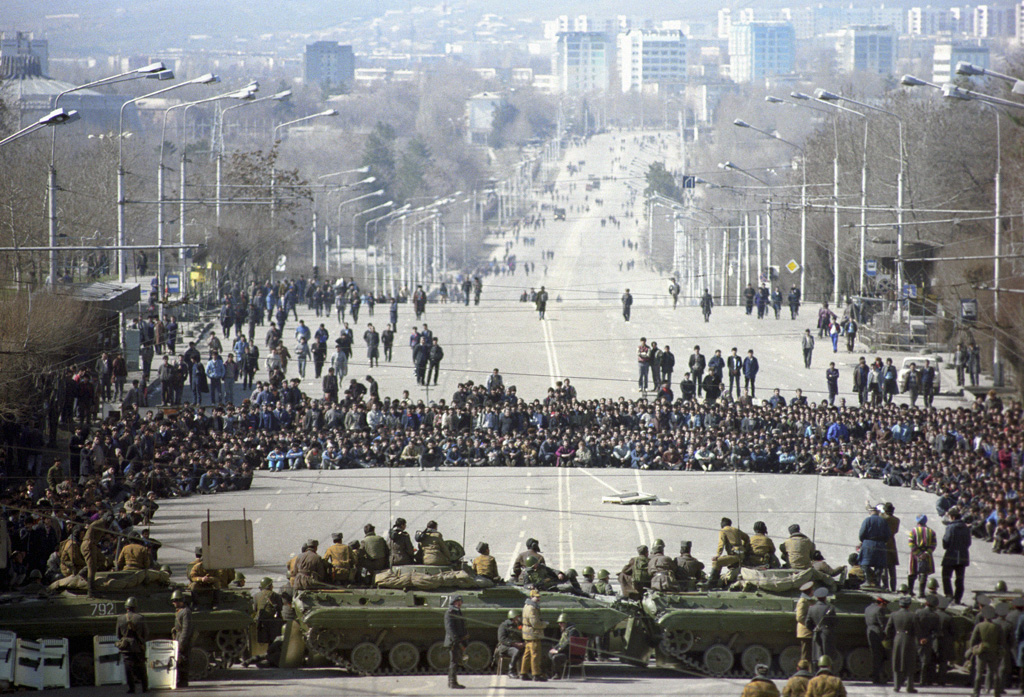
Блокування протестувальниками головної вулиці міста після запровадження воєнного стану, 14 лютого 1990 року.

Фактично прелюдією до майбутньої війни стали масові заворушення в Душанбе в лютому 1990 року, з вимогою відставки першого секретаря ЦК компартії Таджицької РСР Кахарі Махкамова, який в листопаді того ж року був обраний першим президентом Таджикистану, дані заворушення були організовані Рахмоном Набієвим, який після 1985 р. (був знятий ЦК КПРС у 1985 р. за аморальну поведінку з посади 1-ого секретаря ЦК Компартії Таджицької РСР), вирішив взяти реванш і спробував повернутися до влади таким чином, тобто через організацію заворушень і погромів, потім звинувативши в цьому владу в особі Махкамова.
Після провалу ГКЧП, опозиція організувала численні мітинги з вимогами відставки Махкамова, що підтримав ГКЧП, та розпуску комуністичної партії і скасування закону про заборону Ісламської партії відродження. Через деякий час Махкамов подав у відставку з поста президента республіки.
24 листопада 1991 року у Таджицькій РСР пройшли президентські вибори, перемогу на яких здобув Рахмон Набієв, який набрав 56,92 % голосів. Його головний суперник Давлат Худоназаров, який підтримувався Демократичною партією Таджикистану, Партією ісламського відродження, Національно-демократичним рухом «Растохез» і мусульманським духовенством, набрав 30 % голосів. Опозиція звинуватила владу у фальсифікації виборів. У перші кілька місяців після виборів у країні трималася крихка рівновага сил — провідним представникам ісламістської опозиції була гарантована недоторканність в обмін на згоду дотримуватися політичних методів боротьби за владу.

### Передумови
Передумовами до громадянської війни в Таджикистані слугували такі причини:
- важке економічне становище в республіці;
- клановий світогляд таджиків;
- високий рівень релігійності населення.

Спроба перебудови привела до виникнення ісламсько-демократичного руху в Таджицькій РСР. Основу опозиції склали Партія ісламського відродження (ПІВ), Демократична партія Таджикистану і ряд інших рухів. Протистояння між колишньою комуністичною елітою та національно-демократичними й ісламськими силами перешло з політичної сфери в етнічно-кланову.
В радянські часи в політичному житті республіки домінували мешканці Ленінабадської області («ленінабадці»), які займали найвищі адміністративні посади, з якими співпрацювали вихідці з Кулябу — «кулябці», які в свою чергу займали найвищі посади в силових структурах (МВС). Після проголошення незалежності Таджикистану інші кланові групи — «бадахшанці», «гіссарці» та «гармці» намагалися змінити розподіл ролей в керуванні країною.

### Проблеми з сусідами
В цей же час в Афганістані встановився режим талібів, а Узбекистан почав грубо втручатися у справи колишньої братської республіки. В цей же час на території Таджикистану зіткнулися інтереси США і Ірану. Нарешті, СРСР не стало, а новостворена РФ вже не могла виконувати обов'язки арбітра в цьому регіоні. Напруга поступово зростала, його логічним підсумком стала громадянська війна в Таджикистані.

## Хід війни

### Виступи опозиції
На початку березня 1992 року був заарештований голова Душанбінського міськвиконкому Максуд Ікрамов, 11 березня два роки ув'язнення отримав один із керівників «Растохеза» Мірбобо Міррахімов. 23 березня перед президентським палацом на площі Шахідон почались багатоденні мітинги памірців з вимогами відставки Сафаралі Кенжаєва. 26 березня Кенжаєв звинуватив міністра внутрішніх справ Мамадайоза Навджуванова, памірця за походженням, у перевищенні своїх обов'язків. За два тижні кількість мітингуючих зросла до 50-60 тисяч осіб. 21 квітня опозиція взяла в заручники 20 осіб, серед яких 16 депутатів та два заступника прем'єр-міністра. Наступного дня Кенжаєв покинув свою посаду. У відповідь прибічники влади організували 26 квітня на площі Озоді перед Верховною Радою свій мітинг у підтримку Кенжаєва. 29 квітня опозиція блокувала президентський палац. Наступного дня у відповідь Верховна Рада оголосила про введення прямого президентського правління.

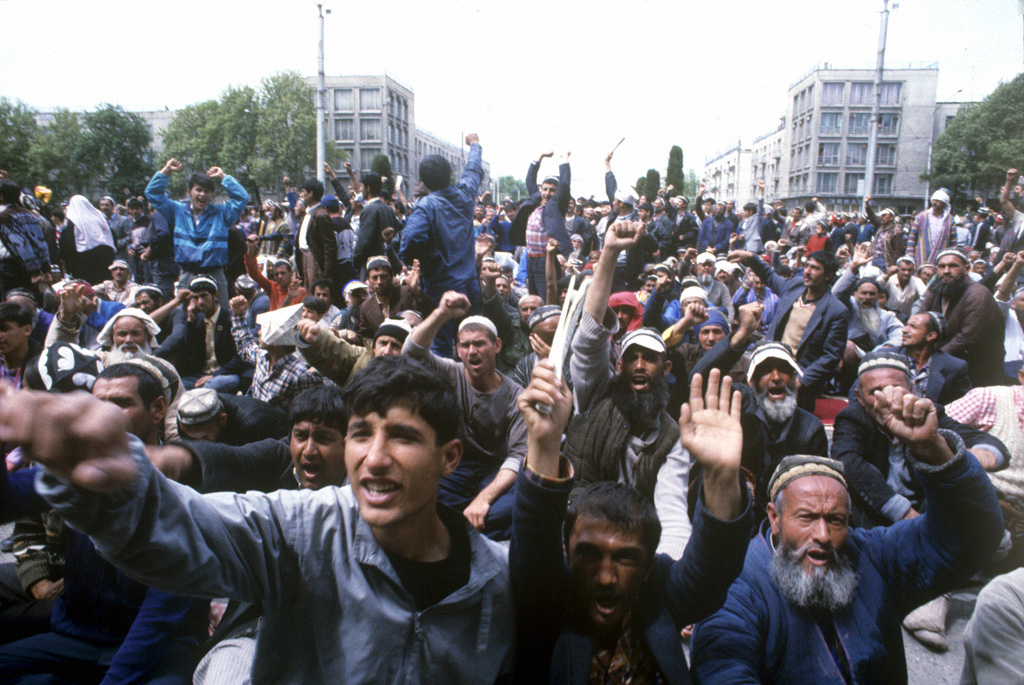
Мітинг на площі Шахідон 3 травня 1992 року

1 травня президент Рахмон Набієв видав указ про формування особливого батальйону Національної гвардії та санкціював видачу зброї прибічникам влади на площі Озоді. 5 травня в одному з кишлаків Яванської нохії пройшла збройна сутичка — місцеві жителі відмовили у проїзді прибічників влади з Куляба для участі у мітингу. На місце прибула Національна гвардія та мітингуючі з площі Озоді. В ході сутички загинуло дві особи з батальйону та 15 місцевих жителів. Через декілька годин опозиція захопила телецентр, пізніше блокували транспортні магістралі Душанбе, встановили контроль над аеропортом та вокзалом. На їхній бік стали місцева міліція, ОМОН та радник президента з військових питань Бахром Рахмонов.
7 травня президент підписав з опозицією договір, за яким їй був наданий контроль над 8 міністерствами, розпускалась гвардія, повноваження президента зменшились. Однак ситуація в країні не стабілізувалась. 10 травня опозиція рушила до будівлі Комітету нацбезпеки, де був президент. Опозиціонери вимагали, щоби він виступив перед ними. По мітингуючих був відкритий вогонь, загинуло 14 осіб. На площі Шахідон розгорівся новий мітинг. Наступного дня був сформований Уряд національного перемир'я, в якому опозиція отримала 8 посад. 16 травня прибічники опозиції роз'їхались по домівках.

### Початок громадянської війни. Повалення Набієва

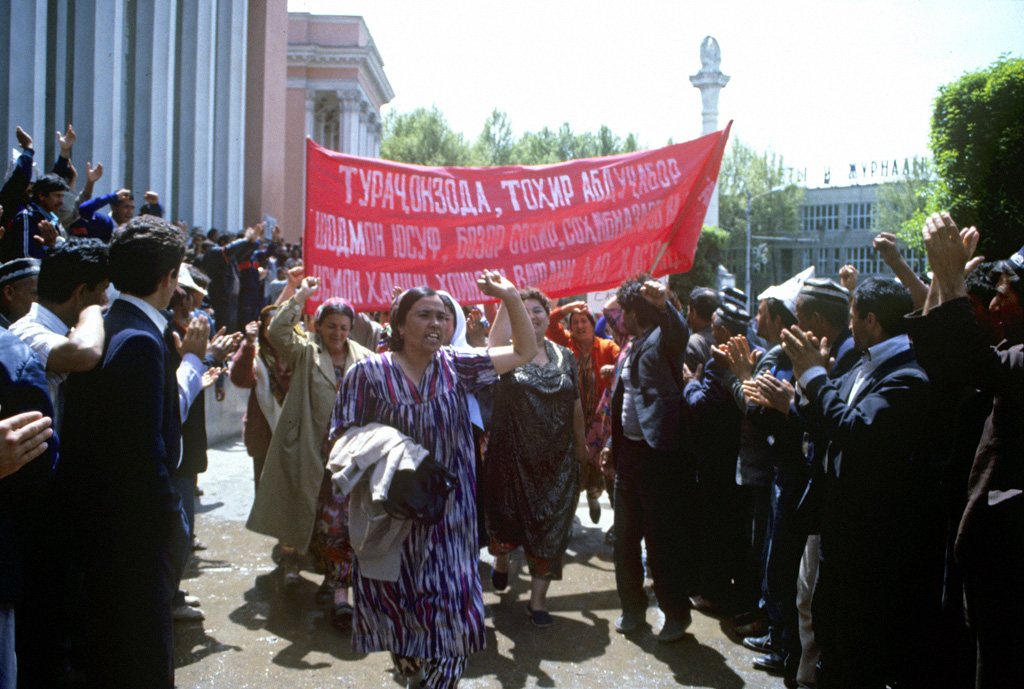
Жіноча демонстрація на площі Озоді, 3 травня 1992 року

На початку червня бойові дії між прихильниками Набієва та ісламсько-демократичною опозицією перемістилися з Душанбе в південні регіони. 19 червня в Душанбе під керівництвом заступника голови ІПВ Давлата Усмона і голови ДПТ Шодмона Юсуфа був утворений Штаб національного порятунку, який організував сили на підтримку ІПВ і ДПТ, до складу яких увійшли сили МВС, призовники та добровольці.
27 червня в південних районах Таджикистану спалахнули збройні зіткнення, що почалося через конфлікт місцевого населення Вахшського району з переселенцями з сусідніх регіонів. Скориставшись цим, озброєні прихильники Набієва з Куляба захопили місцеву радіостанцію і повідомили про напад на Вахшівського тритисячного загону демократів-ісламістів, закликавши жителів Куляба, Ленінабада і узбецьке населення в Курган-Тюбе почати збройну боротьбу з ісламськими демократами. В ході п'ятигодинного бою, в якому з обох сторін згідно з даними республіканського МВС брало участь близько 400 осіб і два БТР, загинули 35 і були поранені 56 осіб.
29 червня в Курган-Тюбе за посередництва Давлата Худоназарова було досягнуто згоди про припинення протиборчими сторонами бойових дій.
За відомостями Кулябського обласного виконавчого комітету, число біженців в результаті зіткнень в червні-липні склало 132 тисячі чоловік. 1 липня через загострення ситуації на півдні уряд прийняв постанову про охорону особливо важливих об'єктів в республіці, відповідно до якого частинам російської 201-ї мсд була доручена охорона Нурекської ГЕС, Яванского електромеханічного комбінату, Вахшська азотно-тукового заводу, ряду об'єктів військового призначення, а також кількох ділянок автодоріг на гірських перевалах уздовж кордону Кулябської і Курган-Тюбінской областей.
27 липня протиборчі сторони підписали в Хорозі угоду про припинення вогню з 10.00 28 липня. Однак, через кілька годин після цього, в Бохтарському районі Курган-Тюбінскій області сталося збройне зіткнення між прокомуністично налаштованими таджиками Кулябського походження з кишлаку Сарі Пул-1 і прихильниками опозиції Гармського походження з кишлаку Сарі Пул-2, що призвело до втручання збройних підрозділів СНД, дислоковані в області, і міліціонерів.
24 серпня ісламськими бойовиками Р. Нуруллобековим і Д. Махмудовим був убитий генеральний прокурор Таджикистану Нурулла Хувайдуллоєв, це викликало на батьківщині загиблого в кишлаку Пангаз Аштского району Ленінабадської області і в Кулябі масові мітинги, на яких різко засуджувалося уряд національного примирення.
Приблизно в 15 годині 31 серпня «молодь Душанбе» спільно з біженцями з Курган-Тюбінській і Кулябськії областях, блокували виходи з президентського палацу, зажадали зустрічі з президентом. Через кілька годин вони захопили резиденцію, але Набієва там не виявилося, оскільки він встиг сховатися в гарнізоні 201-ї мотострілецької дивізії ОВС СНД. В руках загарбників виявилася група заручників чисельністю 48 осіб, одного з яких жорстоко вбили. Умовою їх звільнення біженці поставили негайну відставку президента і для більшої переконливості з вікна будівлі був висунутий гранатомет. У телефонній розмові зі спікером Верховної Ради Акбаршо Іскандаровим, Набієв повідомив, що він не збирається йти на пенсію, а «заручників нехай стріляють, якщо хочуть». Через два дні заручники були відпущені. На тлі цих подій в Ленінабадській області було оголошено про створення «Національної гвардії» чисельністю в 2 тисячі чоловік. 2 вересня члени кабінету міністрів підписали спільну заяву про недовіру президенту і прийняли рішення відкрити 4 вересня сесію Верховної Ради.
В цей же день перед будівлею облвиконкому в місті Курган-Тюбе зібралися прихильники президента. Під час виступу сангак Сафарова загони ІПВ і ДПТ, взявши мітингувальників в кільце, відкрили вогонь, а також одночасно за підтримки бронетехніки захопили ключові місця в місті. У місті почалася різанина, в тому числі і в кварталі, де жили узбеки — вихідці з-під Самарканди. Тисячі людей ринули під захист 191-го полку 201-ї дивізії в прилегле до нього селище імені Ломоносова. Намічена на 4-5 вересня сесія Верховної Ради Таджикистану, яка повинна була вирішити питання про відставку глави держави, не відбулася через відсутність кворуму.
7 вересня Рахмон Набієв спробував таємно відбути в рідний Ходжент, який, як і Куляб, що не контролювався ісламістами, але його перехопили по дорозі в аеропорт. З метою не допустити розправи над президентом до аеропорту прибули 4 танка, 1 БТР і 1 БМП 201-й мсд, а також 4 БТРа МВС Таджикистану. Увечері того ж дня після зустрічі з членами Президії Верховної Ради Таджикистану, Набієв підписав заяву про відставку. Виконувачем обов'язків президента став голова Верховної Ради Акбаршо Іскандаров. Після цього політична криза в Таджикистані остаточно набула характеру громадянської війни. Події в Таджикистані призвели до масового виходу біженців.

### Ескалація конфлікту
У наступні дні після відставки Набієва розгорнулися бойові дії. Голова Верховної Ради республіки Сафаралі Кенджаєв втік до Куляб і організував власні загони бойовиків . На основі Кулябсько-гісарської коаліції був створений Народний фронт Таджикистану, який проголосив своєю метою відновлення «конституційного порядку». Його лідером став кримінальний авторитет Сангак Сафаров. У російськомовному середовищі прихильників ісламістів називали «Вовчик» (від слова ваххабізм), а прихильників Народного фронту — «Юрчик», від імені Юрія Андропова, через значну кількість в їх рядах колишніх співробітників міліції і КДБ Таджицької РСР.
Кулябські загони Народного фронту почали регулярні бойові операції проти Курган-Тюбе, де оборонялися загони опозиції. Обидві сторони використовували бронетехніку і важке озброєння. У Кулябській і Курган-Тюбінскій областях почався взаємний терор. Сангак Сафаров і його сподвижник Файзали Саїдов почали розправи над прихильниками ісламістів, а також жителями Гарма, Каратегіна, Курган-Тюбе, Гірського Бадахшана, які вважалися противниками Народного фронту.
У Курган-Тюбе і його околицях відбувалися жорстокі бої. Загони Гармських ісламістів, які прибули на допомогу Курганським прихильникам опозиції, відкинули «Юрчик» назад, в Кулябську область. Потім Гармські ісламісти влаштували різанину в узбецькому кварталі Курган-Тюбе, нападам піддалися і російські жителі цього міста. Тільки втручання дислокованих в місті підрозділів 201-ї дивізії запобігло подальші жертви.
Опозиція в військово-політичному відношенні стала залежати від Гармських ісламістів, що відштовхнуло від неї душанбанців, курган-тюбінців і бадахшанців. Збільшилася підтримка Кулябських прихильників Народного фронту. Узбекистан почав постачати їм зброю. На території Узбекистану були сформовані, озброєні і навчені загони узбеків з Таджикистану. Серед них виділявся колишній офіцер Радянської Армії, учасник афганської війни Махмуд Худойбердієв. На початку вересня ці загони захопили Гісарську долину, де виникло нове угруповання «Юрчик» — Гісарсько-Турсунзадеське. Воно перерізало залізницю, що сполучає Душанбе з зовнішнім світом і над Душанбе, Гарма і Паміром нависла загроза голоду. На початку вересня на таджико-афганський кордон в Московський і Пянджський ПО були спрямовані для посилення частини ВДВ. У Пянджський ПО прибув зведений батальйон ВДВ 387 з Фергани.
25 вересня було скоєно напад ісламістів на селище імені Ломоносова під Курган-Тюбе, де зосередилися великі групи біженців. Ісламісти проникли в селище і відтіснивши офіцерів 191-го полку 201-ї дивізії, влаштували різанину.
27 вересня Кулябські загони під командуванням колишнього вихователя в колонії для неповнолітніх офіцера внутрішніх військ Лангар Лангарієва штурмом взяли Курган-Тюбе і утримували його до 4 жовтня.
24 жовтня Гісарські збройні групи під командуванням колишнього голови Верховної Ради Сафаралі Кенджаєва зробили невдалу спробу захопити Душанбе і були вибиті з центру міста протягом декількох годин.
До жовтня 1992 року загальні жертви склали 15-20 тисяч убитими і кілька десятків тисяч пораненими (переважно мирні жителі), сотні тисяч жителів стали біженцями. З півдня виїхало практично всі переселенці з Узбекистану і Північного Таджикистану. З Таджикистану виїхали близько 90 тисяч російськомовних жителів. Промисловість була практично паралізована, а сільське господарство зруйновано.
З 16 листопада по 2 грудня в Худжанді пройшла 16-а «примирна» сесія Верховної Ради Таджикистану, на якій прийняли відставку Рахмона Набієва, обрали головою Верховної Ради вихідця з Куляба Емомалі Рахмонова, а також звернулися до Казахстану, Киргизії, Узбекистану і Росії із закликом ввести в Таджикистан миротворчі сили. Через десять днів 26 листопада польові командири «Народно-демократичної армії» і Кулябських збройних формувань підписали в Худжанді угоду про мир.
Однак, Сафаралі Кенджаєв, незадоволений тим, що йому в новому керівництві, сформованому Верховною Радою, не дали жодної посади, організував новий наступ своїх прихильників на Душанбе. Базоване на захід від міста гісарське угруповання також почало наступати на столицю. В кінці листопада і на початку грудня околиці Душанбе піддавалися обстрілу з реактивних установок системи «Град». 4 грудня представники «Народно-демократичної армії Таджикистану», яка контролює столицю, заявили по республіканському радіо, що вважають нове керівництво країни на чолі з Емомалі Рахмоновим «віроломним і комуністично одіозним» і що вони не впустять новий уряд, що базується в Худжанді, в столицю.
Воєнізовані угруповання прихильників Народного фронту почали витісняти загони опозиції з Душанбе. 10 грудень в столицю з боку Гісара з боями увійшов спеціальний батальйон міністра внутрішніх справ Якуба Салімова. Після взяття міста сили Народного фронту розгорнули наступ на оплот опозиції і вузол шосейних доріг — Кофарніхон і 20 грудня Кулябські збройні формування вибили противника з цього населеного пункту, після чого бойові дії перемістилися в Рамітську ущелину і на схід, в напрямку Гарма. За шість місяців громадянської війни в 1992 році загинуло за даними «Меморіалу» 20 тисяч осіб або за деякими оцінками — до 50 тисяч.
Після взяття Душанбе силами Народного фронту там почався терор тих хто проживав в Душанбе, в місті тривало кримінальне свавілля. У січні — лютому 1993 року силами Народного фронту були заарештовані практично всі діячі опозиційних партій і рухів у Ленінабадській області, в тому числі і займали найбільш помірковані позиції (наприклад, Саідшо Акрамов).

### Продовження війни
На початку 1993 року основні бойові дії перемістилися в Каратегін (Гарм, Роміт) і Дарваз (Тавільдара). 21 червня 1993 судова колегія у цивільних справах Верховного суду Таджикистану заборонила діяльність опозиційних партій (Демократичної партії Таджикистану, Ісламської партії відродження, народного руху «Растохез» і товариства «Лалі бадахшон»). Всі чотири політичні рухи організували військово-політичний блок — Об'єднану таджицьку опозицію, який виступив проти офіційної політики влади.
Неспокійна ситуація складалася на таджицько-афганському кордоні, де свою службу несли російські прикордонники. З весни бойовики таджицької опозиції за підтримки афганських моджахедів неодноразово намагалися здійснити прорив кордону. Рано вранці 13 липня афганські моджахеди силами одного батальйону (200 осіб) з числа військовослужбовців 55-ї піхотної дивізії афганських збройних сил і бойовиків таджицької опозиції прорвалися на територію Таджикистану, вступивши в бій з 12-ї заставою російських прикордонних військ. До кінця дня на місця бою підійшли частини російської 201-ї мотострілецької дивізії, які вибили моджахедів з займаних позицій і відновили цілісність кордону. До літа інтенсивність збройних дій пішла на спад.
У 1994 році опозиція намагалася активізуватися, але не досягла відчутних успіхів. Загострилися відносини між кулябцями і гісарцями, що користувалися підтримкою Узбекистану. У квітні 1995 року опозиція почала контрнаступ з території Афганістану, яке однак знову не принесло їм успіхів. В кінці квітня в Москві пройшли переговори уряду та опозиції на вищому рівні, результатом чого стала угода про продовження припинення вогню ще на місяць. У травні в Кабулі пройшла зустріч Рахмонова і Саїда Абдулло Нурі, де вони домовилися продовжити припинення вогню ще на три місяці.
З квітня 1994 року по травень 1997 року за егідою ООН пройшло вісім раундів переговорів між ворогуючими сторонами, але самі їх лідери не мали чіткої позиції. Тоді ж Демократична партія розпалася на кілька блоків-«платформ», одна з яких стояла за збройне протистояння, а інша за врегулювання конфлікту дипломатичними засобами. В результаті опозицію стали представляти розрізнені групи польових командирів — «комсомолабадські», «таджікабадські», «Гармські». 23 грудня 1996 року в Москві підписано угоду, під яким поставили підписи Емомалі Рахмонов і Саїд Абдулло Нурі, яка передбачала включення опозиції до уряду. 4498 бійців було вирішено інтегрувати в офіційні силові структури, 5377 членів опозиції підлягали безумовній амністії.
Президентом Таджикистану (за результатами президентських виборів 1999 року) залишився прихильник світського правління Емомалі Рахмонов, проте опозиція отримала місця в парламенті, адміністративні посади, директорські пости на різних великих підприємствах, а рядові бійці сил опозиції увійшли до складу армії. Почався процес повернення біженців з Афганістану. З 1998 року 27 червня є державним святом «День національної єдності». Постановою національного парламенту цей день оголошений неробочим.
Після примирення обстановка в країні поступово стабілізувалася. Продовжував вести збройну боротьбу польовий командир Махмуд Худойбердієв, що контролював Курган-Тюбе. У 1998 році місто було взято під контроль урядовими військами. Сам польовий командир загинув при нез'ясованих обставинах в 2001 році, але доказів його загибелі досі немає.
Малі групи, які не підписали угоди, продовжували опір і в 2009 році, зокрема загін Мулло Абдулло контролював важкодоступні райони.
У наступні роки противники уряду Емомалі Рахмона намагалися організовувати збройні заколоти — в листопаді 1998 року на чолі з Махмудом Худайбердієвим, в 2010 році Мірзо Зієвим і в 2011 році Мулло Абдулло, однак ці спроби не увінчалися успіхом, вони були розгромлені зусиллями силових структур Таджикистану.

### Перемир'я 1997 року

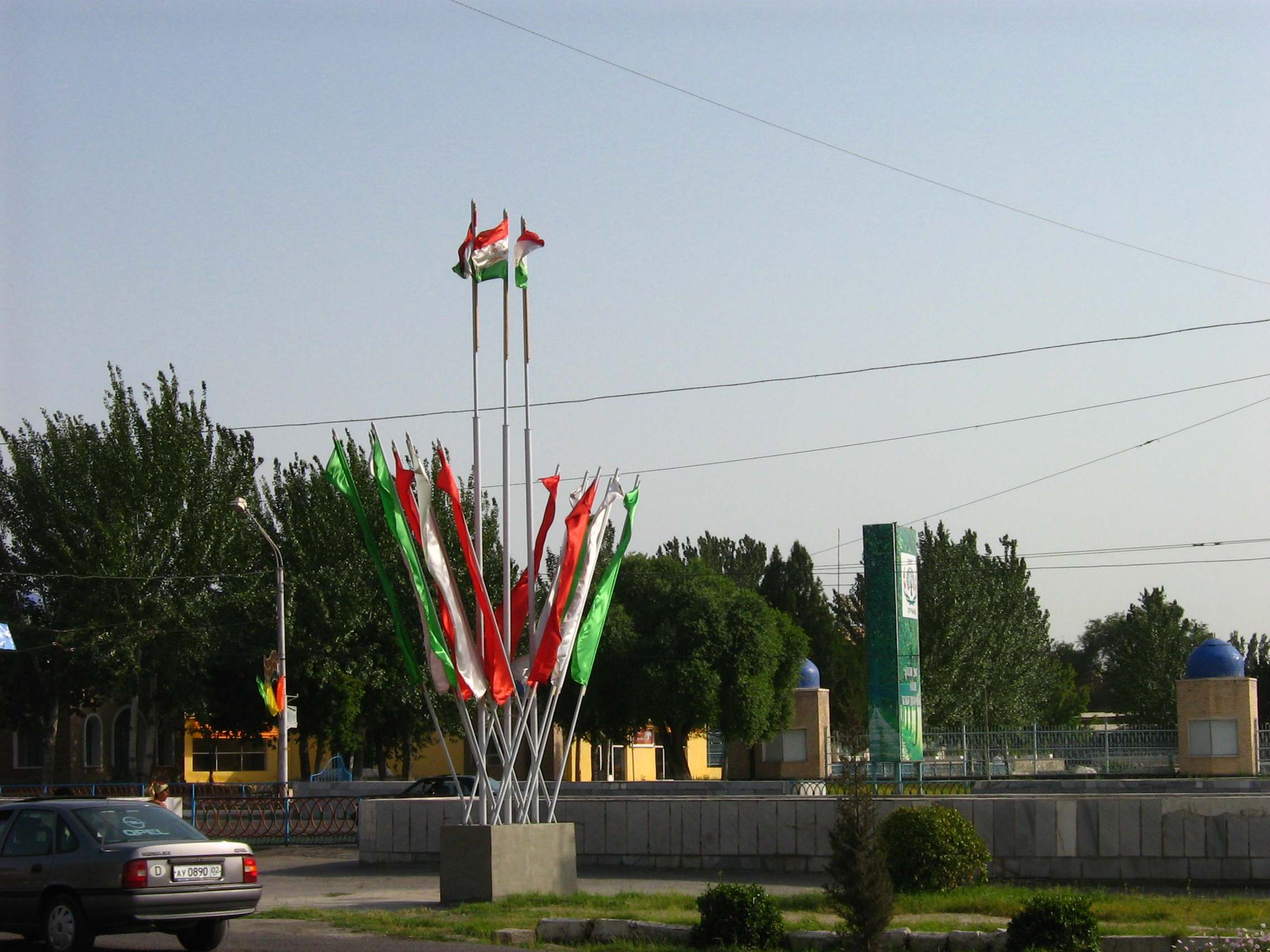
24 червня 2007 року. Святкові прапори на вулицях Худжанду на честь державного свята «День національної єдності»

27 червня 1997 на тлі посилення влади талібів в Афганістані було укладено перемир'я між урядом і Об'єднаною таджицькою опозицією. Частина «ісламістів» влилася в державні структури. Ті, що відмовилися визнати мирну угоду й скласти зброю (наприклад, польовий командир Абдулло Рахімов, який контролював в роки війни район Дарбанд), продовжували збройний опір протягом наступних років.
26 вересня 1999 року в Таджикистані відбувся референдум щодо внесення поправок до конституції, зокрема й про збільшення терміну президентських повноважень з 4 до 7 років. На президентських виборах 6 листопада перемогу отримав Емомалі Рахмонов, набравши 96,9 % голосів.

## Міжтаджицькі переговори щодо врегулювання конфлікту

### Раунди міжтаджицьких переговорів
- 1 раунд 5–19 квітня 1994 року в Москві
- 2 раунд 18–28 червня 1994 в Тегерані
- 3 раунд 20 жовтня–1 листопада 1994 в Ісламабаді
- 4 раунд 22 травня–1 червня 1995 року в Алма-Аті
- 5 раунд в Ашхабаді
  - 1 етап 30 листопада–22 грудня 1995 р.
  - 2 етап 26 січня–18 лютого 1996 р.
  - 3 етап 8–21 липня 1996 р
- 6 раунд 5–19 січня 1997 року в Тегерані
- 7 раунд 26 лютого–8 березня 1997 року в Москві
- 8 раунд в Тегерані
  - 1 етап 9–16 квітня 1997 р.
  - 2 етап 22–28 травня 1997 р.

Додатково відбулися три раунди проміжних консультацій Уряду РТ і Об'єднаної таджицької опозиції:
- 1 раунд — за 12-17 вересня 1994 року в Тегерані,
- 2 раунд — в лютому 1995 року в Москві, Душанбе, Ісламабаді, Тегерані.
- 3 раунд — 19–26 квітня 1995 року в Москві.

### Особисті зустрічі, переговори і документи, підписані Президентом РТ Е. Рахмоновим і Керівником ОТО Саїдом Абдулло Нурі
1 зустріч — 17–19 травня 1995 р. Спільна заява (Кабул).
2 зустріч — 19 липень 1995 — серпень 1995 р. Спільна заява (Тегеран).
Заочна зустріч — Протокол «Про основні засади встановлення миру і злагоди в Таджикистані» від 17 серпня 1995 року (Підписано окремо).
3 зустріч — 10–11 грудня 1996 р. Спільну заяву. Протокол «Про врегулювання військово-політичної обстановки в зонах протистояння» від 11 грудня 1996 року (Хосдех — Північний Афганістан).
4 зустріч — 23 грудень 1996 р. Угода Президента РТ і Керівника ОТО. Протокол «Про основні функції та повноваження Комісії з національного примирення» від 23 грудня 1996 р Спільна заява (Москва).
5 зустріч — 20–21 лютого 1997 р. Додатковий протокол до протоколу «Про основні функції та повноваження Комісії з національного примирення» від 21 лютого 1997 р. Положення про Комісію з національного примирення (Мешхед).
6 зустріч — 16–18 травня 1997 р. Бішкекський меморандум. Протокол «З політичних питань» від 18 травня 1997 р. (Бішкек).

### Генеральна угода про встановлення миру і національної злагоди в Таджикистані
27 червня 1997 р. в Москві були підписані такі документи:
- Загальна угода про встановлення миру і національної злагоди в Таджикистані
- Протокол про взаєморозуміння між Президентом Республіки Таджикистан Е. Рахмоновим і Керівником Об'єднаної таджицької опозиції Саїд Абдулло Нурі
- Московську заяву Президента Республіки Таджикистан Е. Рахмонова, Керівника Об'єднаної таджицької опозиції Саїд Абдулло Нурі і спеціального представника Генерального Секретаря ООН Г. Д. Мерремем.

«Генеральна угода про встановлення миру і національної злагоди в Таджикистані» об'єднує пакет документів (протоколів, угод), підписаних в ході міжтаджицьких переговорів між делегаціями Уряду РТ і ОТО під егідою ООН протягом квітня 1994 по 27 червня 1997 гг. Загальна угода включає в себе дев'ять документів:
- Протокол про основні принципи встановлення миру і національної злагоди в Таджикистані (підписаний 17 серпня 1995 Президент РТ і Керівником ОТО).
- Угода Президента РТ Е. Рахмонова і Керівника ОТО С. А. Нурі за підсумками зустрічі в Москві 23 грудня 1996 р.
- Протокол про основні функції та повноваження Комісії з національного примирення (підписаний Президентом РТ і Керівником ОТО в Москві 23 грудня 1996 р.).
- Положення про Комісію з національного примирення (підписана 21 лютого 1997 р. Президентом РТ і Керівником ОТО в Мешхеді).
- Додатковий протокол до протоколу «Про основні функції та повноваження Комісії з національного примирення» (підписаний 21 лютого 1997 року в Мешхеді).
- Протокол з питань біженців (підписаний 13 січня 1997 року в Тегерані).
- Протокол з військових проблем (підписаний 8 березня 1997 року в Москві).
- Протокол з політичних питань (підписано 18 травня 1997 р Президентом РТ і Керівником ОТО в Бішкеку).
- Протокол про гарантії здійснення Загальної угоди про встановлення миру і національної злагоди в Таджикистані (підписаний 28 травня 1997 в Тегерані).

### Комісія з національного примирення
Комісія з національного примирення (КНП) утворена відповідно до документів «Загальної угоди» з числа представників уряду і опозиції (Всього 26 членів, по 13 від уряду і опозиції) стала основним механізмом виконання документів «Загальної угоди» під час перехідного періоду 1997—2000 рр.
КНП провела своє перше засідання 7–11 червня 1997 року в Москві і почала свою роботу в Душанбе 15 вересня 1997 р.
КНП припинила свою діяльність після проведення парламентських виборів і скликання нового парламенту Таджикистану–Меджліс Олі РТ 1 квітня 2000 р. В ході діяльності КНП в Таджикистані були реалізовані основні положення (документи) Загальної угоди про встановлення миру і національної злагоди в Таджикистані від 27 червня 1997 року.

## Наслідки
Наслідки війни у результаті війни тільки в 1992—1993 рр. загинуло приблизно 60 000 чоловік і багато пропали безвісти. Більш 60 000 чоловік втекли в Афганістан і 195 000 були змушені переселитися в країни Співдружності Незалежних Держав, в основному в Узбекистан і Росію. Число внутрішніх переселенців досягло близько 1 млн осіб. Були зруйновані 35 723 житлових приміщення. У результаті війни 25 000 жінок стали вдовами, 53 000 дітей сиротами. 61 медичних заклади повністю виведені з ладу. У Душанбе і Хатлонської області багато шкіл були розграбовані і зруйновані. У результаті внутрішнього конфлікту 1992—1993 рр. загальна сума матеріальних втрат склала більше $ 10 млрд. За час війни економіка країни була підірвана. Таджикистан став однією з найбідніших країн світу. Величезна кількість біженців покинуло країну.